# Elmo cornuto
Per elmo cornuto s'intende un copricapo difensivo dalla cui calotta dipartono delle "corna" di materiale biologico (palchi di cervidae o corni di bovinae) o artificiale (fond. bronzo o legno). Questa particolare tipologia di elmo, quasi certamente destinata soprattutto a un uso cerimoniale/rituale, venne sviluppata nel corso dell'età del bronzo in Eurasia restando in uso solo presso alcune popolazioni durante l'età del ferro. Nell'Europa baltica, il modello beneficiava di una certa notorietà ancora durante il Basso Medioevo.
Un diffuso stereotipo, oggi noto come pienamente privo di fondatezza, vede l'elmo cornuto come tipico elmo vichingo.

## Antichità

### Primi ritrovamenti archeologici

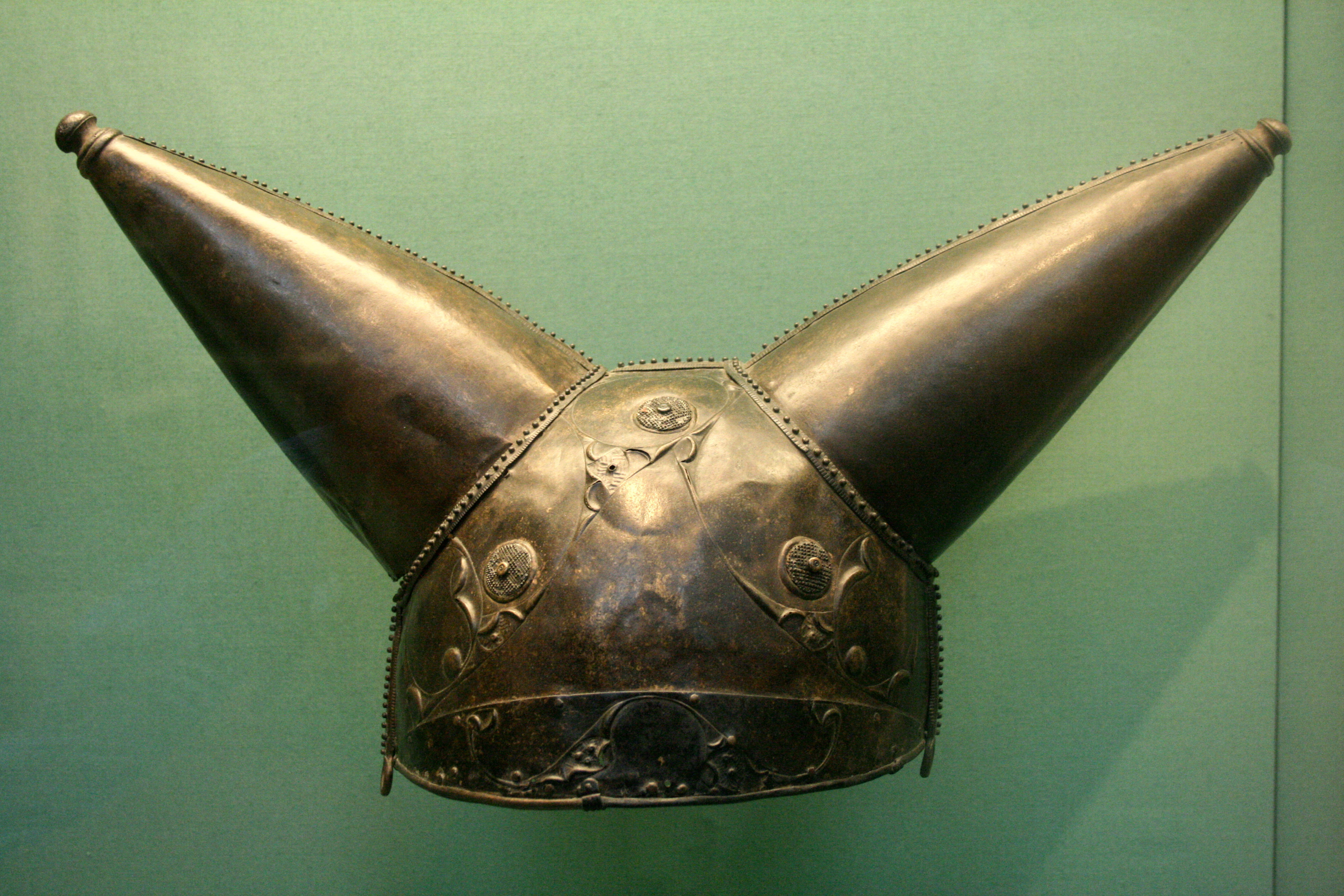
Elmo di Waterloo, ca. 150-50 a.C., trovato nel Tamigi, ora al British Museum, stanza 50

Le prime testimonianze di elmi cornuti provengono dal vicino oriente, come rappresentato nella stele di Narām-Sîn e dal mediterraneo centrale e orientale, in particolare Cipro, Grecia, Sicilia e Italia meridionale.
Due statuette in bronzo datate all'inizio del XII secolo a.C., il cosiddetto "dio cornuto" e il "dio lingotto", che indossano elmi cornuti, rinvenute a Enkomi (Cipro). Nel tesoro di Morgantina, antica città della Sicilia, ritroviamo una coppia di corna appartenenti a un copricapo a scopi rituali. Raffigurazioni di elmi cornuti sono rappresentate nelle pitture dei Sanniti, antico popolo dell’Italia meridionale ed esposte al museo archeologico di Napoli.
Altri ritrovamenti, come la statuetta di un uomo con un elmo cornuto, trovata in Zelanda, isola della Danimarca datata circa all'800 a.C..
Una coppia di elmi cornuti dalla prima età del bronzo (datati tra il 1100 e il 900 a.C.) sono stati trovati vicino a Viksø in Danimarca nel 1942.

Un elmo in bronzo celtico pre-romano, l'elmo di Waterloo, datato circa al 100 a.C., fu trovato nel Tamigi in Inghilterra, presso il Waterloo Bridge. Le sue "corna", diverse da quelle dei ritrovamenti precedenti, sono dritte e coniche. Elmi gallici successivi (circa 55 a.C.) con piccole corna e adornati con ruote, reminiscenze della combinazione di un elmo cornuto e di una ruota sulla piastra C del calderone di Gundestrup (circa 100 a.C.) sono stati trovati a Orange in Francia.
Gli elmi cornuti sono stati ritrovati anche in Asia, dove i soldati dei regni antichi come Goguryeo sono noti per aver indossato elmi ornati con grosse corna.

### Materiale iconografico tardo-romano

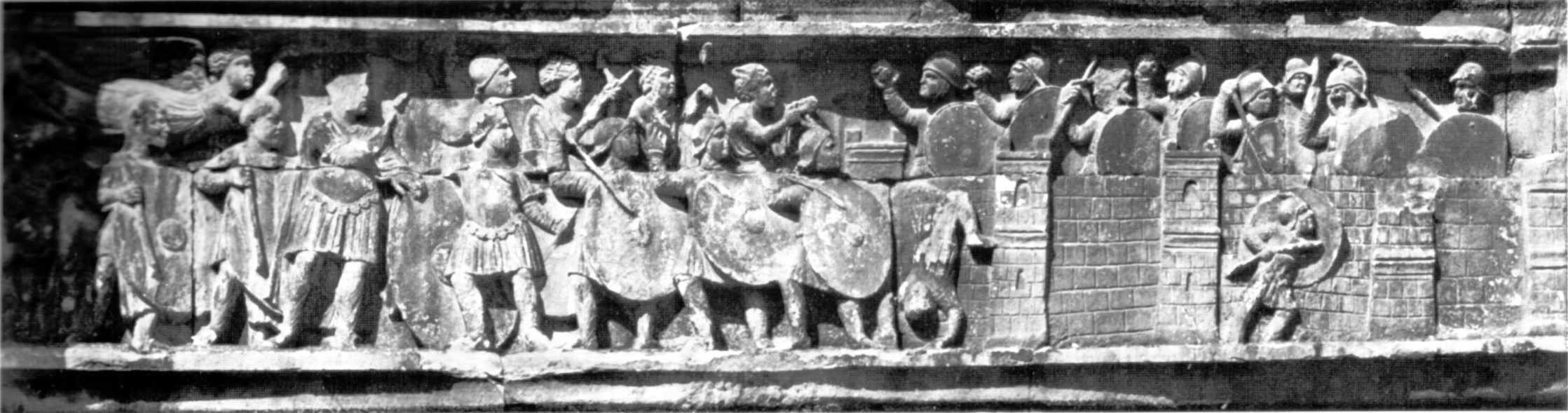
Arco di Costantino, scena di assedio: il soldato sotto le mura indossa un esempio di elmo tardoromano cornuto. Tradizionalmente è identificato come un membro della legione dei Cornuti.

Sull'arco di Costantino a Roma, sono raffigurati soldati romani che indossano elmi con due protuberanze sulla parte frontale; questi soldati, talvolta riconosciuti come membri della legione dei Cornuti, indossano un esempio di elmo tardoromano.
Un dipinto su un quadratino metallico del periodo delle invasioni barbariche (circa V secolo) da Öland in Svezia, mostra un guerriero con un elmo adornato con due serpenti o draghi, sistemati in modo simile a corna. Una piastra decorativa dell'elmo di Sutton Hoo (circa 600) mostra due figure maschili con elmo simile a quello raffigurato sulla "piastra Öland". Questi copricapi, di cui sopravvivono soltanto disegni, sembrano essere caduti in disuso con la fine del periodo delle invasioni barbariche. Vi è una sola immagine su un amuleto dell'epoca vichinga trovato in Uppland, in Svezia, che mostra una figura con due serpenti o draghi sulla propria testa.

## Medioevo
Durante l'Alto Medioevo divennero popolari copricapi fantasiosi tra i cavalieri, in particolare per i tornei (si veda per esempio il disegno di Wolfram von Eschenbach e altri nel Codex Manesse). Alcuni stemmi, per esempio quello di Lazar Hrebeljanovic li rappresentano. Viene qualche volta affermato che gli elmi dell'età del ferro non sarebbero stati indossati in battaglia, a causa dell'impedimento causato a colui che li indossava. Tuttavia è risaputo che nella storia sono stati indossati adornamenti poco pratici sui campi di battaglia.

### Lo stereotipo dell'elmo cornuto vichingo

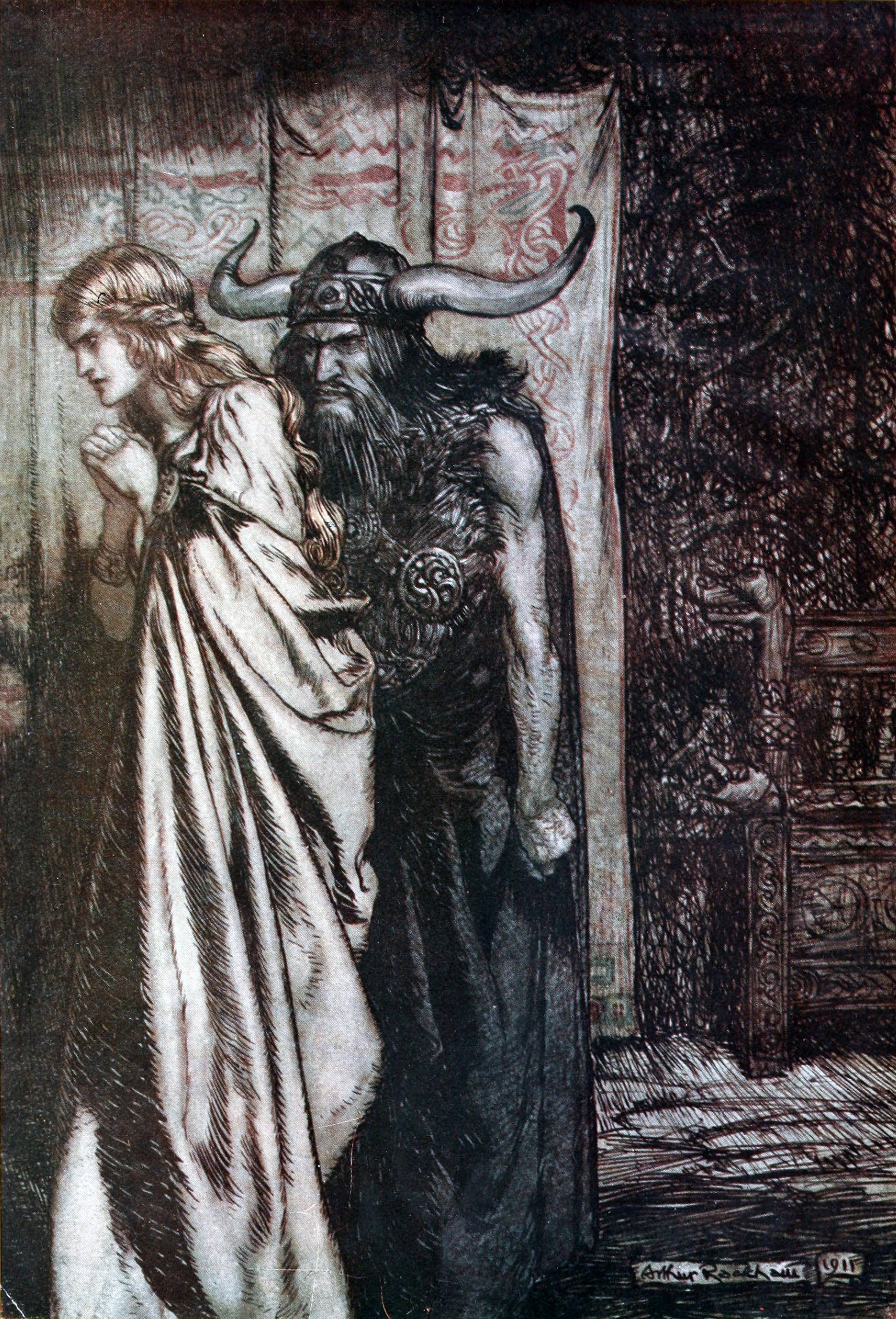
Hagen sobilla Crimilde - ill. di Arthur Rackham (1911)

Anche se nella cultura popolare gli elmi cornuti sono spesso associati con i vichinghi, non vi è prova che i germani scandinavi li abbiano mai indossati. Quello dei vichinghi con le teste protette da elmi con lunghe corna bovine è, in buona sostanza, uno stereotipo diffuso nel mondo dall'iconografia dell'opera wagneriana L'anello del Nibelungo e da un'errata interpretazione dei reperti occorsa, sempre durante il Romanticismo, in Svezia. L'immagine era così diffusa, nella metà del XX secolo, che il logo sui caschi della squadra di football americano dei Minnesota Vikings è un corno su ogni lato di essi.
Complessivamente vi sono state così poche scoperte di elmi cornuti che sembra improbabile che i vichinghi indossassero veramente tali elmi in battaglia. I dipinti dei guerrieri con elmi cornuti, in realtà teste e colli di draghi/serpi fronteggiantisi sopra al coppo, come raffigurato sulle piastre dell'elmo di Sutton Hoo, potrebbero rappresentare sia danze di guerra rituali sia veri combattimenti. Eccezion fatta per le figure guerriere con elmo cornuto raffigurate su piastre metalliche, vi è un unico altro reperto iconografico d'epoca vichinga raffigurante un elmo con corna: un'illustrazione su di un arazzo trovato nella nave di Oseberg.

## Galleria d'immagini

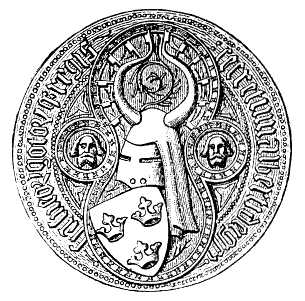
Un sigillo del XIV secolo di Alberto di Meclemburgo
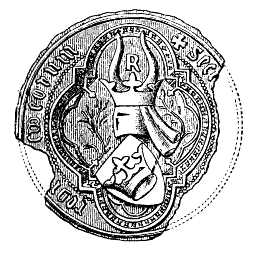
Idem
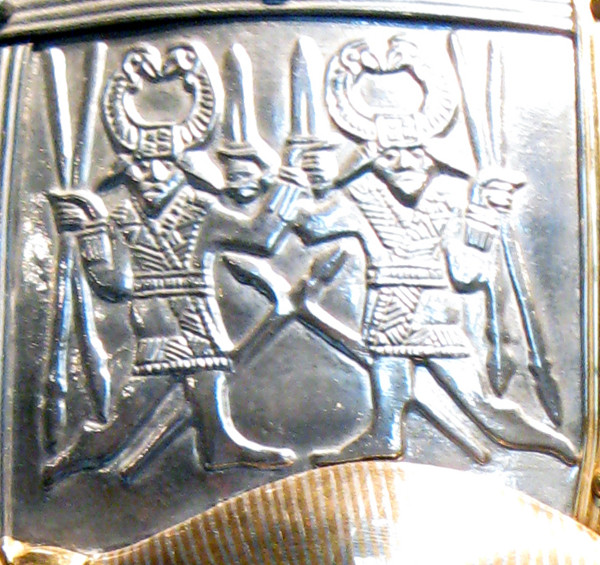
Elmo di Sutton Hoo (replica) - particolare delle figure guerriere con elmo cornuto
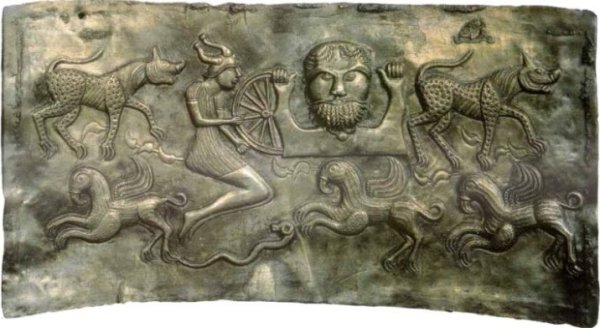
Piastra C del calderone di Gundestrup dal II secolo a.C. al I secolo a.C.
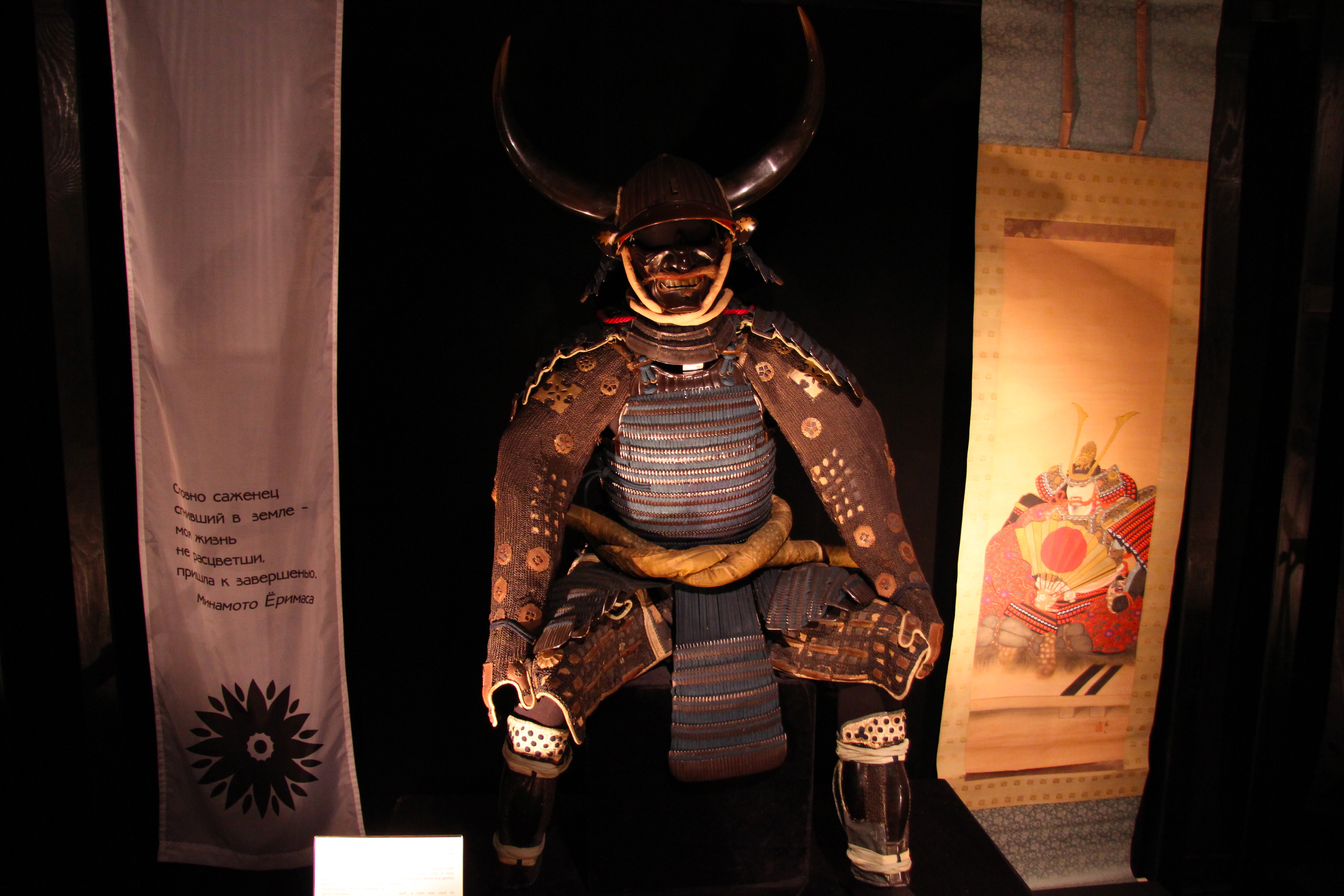
Kabuto giapponese